# 3 Years, 5 Months & 2 Days in the Life Of…
Az 1992-es 3 Years, 5 Months & 2 Days in the Life Of... az Arrested Development debütáló nagylemeze. Az album sikere nagyban hozzájárult a déli hiphop elterjedéséhez. Új színfoltot jelentett a gangsta rap-pel szemben, a spiritualitással, békével és szeretettel foglalkozott. A The Village Voice Pazz & Jop felmérésében az év albuma lett. Az album szerepel az 1001 lemez, amit hallanod kell, mielőtt meghalsz című könyvben. Az album címe az együttes első lemezszerződéséig eltelt időt jelenti.

## Az album dalai
|     | Cím                                 | Szerző(k)         | Hossz |
| --- | ----------------------------------- | ----------------- | ----- |
| 1.  | Man's Final Frontier                |                   | 2:39  |
| 2.  | Mama's Always on Stage              | Speech            | 3:25  |
| 3.  | People Everyday                     | Speech            | 3:26  |
| 4.  | Blues Happy                         |                   | 0:45  |
| 5.  | Mr. Wendal                          | Speech            | 4:06  |
| 6.  | Children Play with Earth            |                   | 2:39  |
| 7.  | Raining Revolution                  | Speech            | 3:25  |
| 8.  | Fishin' 4 Religion                  | Speech            | 4:06  |
| 9.  | Give a Man a Fish                   | Headliner, Speech | 4:22  |
| 10. | U                                   | Speech            | 4:59  |
| 11. | Eve of Reality                      |                   | 1:42  |
| 12. | Natural                             | Speech            | 4:18  |
| 13. | Dawn of the Dreads                  | Speech            | 5:17  |
| 14. | Tennessee                           | Speech            | 4:32  |
| 15. | Washed Away                         | Speech            | 6:24  |
| 16. | People Everyday (Metamorphosis mix) | Speech            | 4:55  |

## Közreműködők
- Arrested Development – hangmérnök
- Baba Oje
- Brother Larry – gitár
- Montsho Eshe
- Dionne Farris – ének
- Headliner
- Aerle Taree – stylist
- Tom Held – hangmérnök
- Larry Jackson – szaxofon
- Terrance Cinque Mason – ének
- Rasa Don
- Sister Paulette – ének
- Speech – producer, executive producer, keverés
- Alvin Speights – hangmérnök
- Howie Weinberg – mastering
- Richard Wells – hangmérnök
- Lindsey Williams – projektvezető
- Jeffrey Henson Scales – fényképek
- Matt Still – hangmérnökasszisztens
- Randall Martin – művészi vezető

## Fordítás
Ez a szócikk részben vagy egészben a 3 Years, 5 Months & 2 Days in the Life Of... című angol Wikipédia-szócikk ezen változatának fordításán alapul.  Az eredeti cikk szerkesztőit annak laptörténete sorolja fel. Ez a jelzés csupán a megfogalmazás eredetét és a szerzői jogokat jelzi, nem szolgál a cikkben szereplő információk forrásmegjelöléseként.